# أحمد عبد الهادي
أحمد عبد الهادي (14 يناير 1938 - 4 فبراير 2012) هو ممثل مصري، ويعد أبرز أدواره دور الجاسوسية واليهودى الصهيونى في مسلسل دموع في عيون وقحة مع الفنان عادل إمام.

## حياته ونشأته
من مواليد القاهرة عام 1938، تخرج من المعهد العالى للسينما وحصل على درجة الماجستير في السينما، عمل معيدًا بقسم التمثيل بالمعهد العالى للفنون المسرحية، قدم خلال مشواره الفني مجموعة كبيرة من الأعمال الفنية المتنوعة بين السينما والمسرح والمسلسلات، ومن أبرز مسرحياته (الواد سيد الشغال، الزعيم، البقية في حماتك)، ومن مسلسلاته (دموع في عيون وقحة، رأفت الهجان 2، ألف ليلة وليلة).

## أعماله[12]
حوش اللي وقع منك
2007 - فيلم
سهر الليالي
2003 - فيلم
والد فرح
قمر سبتمبر
2003 - مسلسل
البحار مندي
2002 - مسلسل
قائد معسكر مضيق جبل طارق
زمن عماد الدين
2002 - مسلسل
شمعون شوحة
طرح البشر
2002 - مسلسل
كرومر
الفجالة
2000 - مسلسل
الظالم والمظلوم
1999 - فيلم
الطبيب نزيه
الستارة
1998 - سهرة تليفزيونية
عباسية واحد
1997 - مسلسل
د. شاكر
صباح الورد
1995 - مسلسل
تعالب أرانب
1994 - فيلم
لطفي بيه
الزعيم
1993 - مسرحية
وسيم
الصمت
1993 - مسلسل
البحث عن طريق آخر
1992 - فيلم
ألف ليلة وليلة
1992 - مسلسل
سبعة وجوه للحقيقة
1992 - مسلسل
استوب
1991 - فيلم
سمحون الخواجه المورد
رأفت الهجان ج2
1990 - مسلسل
يعقوب سويف
شبكة الموت
1990 - فيلم
شفيق
قابيل وقابيل
1990 - مسلسل
أيام الغضب
1989 - فيلم
مراد
زهرة من بستان
1989 - مسلسل
ولاد الإيه
1989 - فيلم
عطوة - زوج أخت زكي
آسف للإزعاج
1988 - فيلم
الأب الشرعي
1988 - فيلم
الريّس جابر
لا إله إلا الله ج4
1988 - مسلسل
ليلة القبض على بكيزة وزغلول
1988 - فيلم
عضو العصابة الدولية
ابتسامة في عيون حزينة
1987 - فيلم
مرسى - القانونجى
أحلام اليقظة
1987 - مسلسل
القضاء في الإسلام ج1
1987 - مسلسل
جدو عبده زارع أرضه
1987 - مسلسل - فوازير
قبل الوصول لسن الانتحار
1987 - فيلم
الأنثى
1986 - فيلم
عتريس
الأنصار
1986 - مسلسل
زهور من نور
1986 - مسلسل
الجراد والأرض
1985 - مسلسل
الواد سيد الشغال
1985 - مسرحية
فكري رستم عبد الحميد
بلاد السعادة
1985 - مسلسل
عندما يأتي المساء
1985 - فيلم
أجمل الزهور
1984 - مسلسل
اللعنة
1984 - فيلم
إنه إنسان
1984 - سهرة تليفزيونية
إبراهيم
حواديت زمان
1984 - مسلسل
شوارع من نار
1984 - فيلم
نور الدين زنكي
1984 - مسلسل
حدوتة مصرية
1982 - فيلم
المشبوه
1981 - فيلم
عم الرائد طارق
بطل الدوري
1980 - مسلسل
دموع في عيون وقحة
1980 - مسلسل
داني
المتوحشة
1979 - فيلم
المعدية
1979 - مسلسل
إني خائفة
1978 - مسلسل
شاكر حسين
الحب الذي كان
1973 - فيلم
د. عبدالفتاح
مدرسة المراهقين
1973 - فيلم
مساعد مخرج
الوادى الأصفر
1970 - فيلم
نوسة
1967 - سهرة تليفزيونية
اسلاك شائكة
1966 - سهرة تليفزيونية
أبلة نظيمة 24 نظام
0 - سهرة تليفزيونية
الحب والثمن
0 - مسلسل
الحفل الأخير
0 - سهرة تليفزيونية
الضباب
0 - مسلسل - اذاعي
العودة للحياة
0 - مسلسل
مختار
النسر الأحمر
0 - مسرحية
تجربة في الحب
0 - سهرة تليفزيونية
عمي العزيز
0 - مسلسل
في سبيل الخلود
0 - سهرة تليفزيونية
لعبة الارقام
0 - سهرة تليفزيونية
أبو مدحت
وقال الزمان
0 - مسلسل

## وفاته
توفى يوم السبت الموافق 4 فبراير 2012، عن عمر يناهز السبعين عام، بعد صراع مع المرض، وأقوم العزاء بمسجد العربى في طريق صلاح سالم بالقاهرة.